# لیک مونرو (فلوریدا)
لیک مونرو (به انگلیسی: Lake Monroe) یک منطقهٔ مسکونی در ایالات متحده آمریکا است که در شهرستان سمینول، فلوریدا واقع شده‌است. لیک مونرو ۳٫۹۶ متر بالاتر از سطح دریا قرار دارد.